# Savaneta
Savaneta – miasto w regionie Savaneta w południowo-zachodniej części kraju autonomicznego Aruba, należącego do Holandii, w Ameryce Południowej. 1 stycznia 2020 r. liczyło 11 955 mieszkańców.
W latach 1760-1796 miasto było pierwszą stolicą Aruby, jeszcze przed Oranjestad. Stoi tutaj najstarszy dom wyspy Cas di torto.

## Demografia
Miasto liczy 11 955 mieszkańców (1 stycznia 2020).
| Kobiety | Mężczyźni |
| ------- | --------- |
| 5534    | 6421      |